# 第40回全国高等学校バレーボール選抜優勝大会
第40回全国高等学校バレーボール選抜優勝大会（だい40かい ぜんこくこうとうがっこう バレーボールせんばつゆうしょうたいかい）は、2009年3月20日から3月26日まで7日間にわたって国立代々木第1体育館で行われた全国高等学校バレーボール選抜優勝大会の記念大会である。

## 概要
例年通りフジネットワーク各局が予選の段階から主催者に加わり、サポーターは前年に引き続きHey! Say! JUMPが務めた。
しかし、この年は例年行事の第81回選抜高等学校野球大会、大相撲春場所に加え、2009 ワールド・ベースボール・クラシックとも日程が重なってしまったことから、今一つ盛り上がりに欠けた大会となってしまった。
男子は宮崎県代表・都城工が初優勝、女子は東九州龍谷が2年連続優勝を飾った。九州勢がアベック制覇を果たしたことになったほか、男子福岡県代表・東福岡が準優勝するなど、九州勢の実力が示される結果となった。

### 日程
日程はほぼ例年を踏襲した。
- 3月20日 - 開会式・1回戦
- 3月21日 - 1回戦・2回戦
- 3月22日 - 2回戦
- 3月23日 - 3回戦
- 3月24日 - 準々決勝
- 3月25日 - 準決勝
- 3月26日 - 決勝戦・閉会式

## 出場校

### 男子
- 前年度優勝 東亜学園（5年連続25回目・東京）

北海道・東北
- 北北海道代表 白樺学園（4年連続8回目）
- 南北海道代表 東海大四（32回目）
- 青森県代表 弘前工業（3年連続34回目）
- 岩手県代表 盛岡南（15回目）
- 秋田県代表 雄物川（15年連続15回目）
- 山形県代表 日大山形（3年連続11回目）
- 宮城県代表 東北（10年連続25回目）
- 福島県代表 相馬（3年連続17回目）

関東
- 茨城県代表 霞ヶ浦（2年連続7回目）
- 栃木県代表 作新学院（2回目）
- 群馬県代表 伊勢崎（3年連続8回目）
- 埼玉県代表 深谷（5年連続27回目）
- 千葉県代表 市船橋（15回目）
- 東京都代表Ⅰ 駿台学園（4年連続7回目）
- 東京都代表Ⅱ 東洋（2年連続18回目）
- 東京開催地(Ⅲ) 早稲田実業（3年連続6回目）
- 神奈川県代表I 弥栄（初出場）
- 神奈川県代表Ⅱ 秦野総合（5回目） [2]
- 山梨県代表 甲府工（初出場）

東海・北信越
- 長野県代表 東海大三（初出場）
- 新潟県代表 東京学館新潟（2年ぶり6回目）
- 富山県代表 南砺総合平（2回目）
- 石川県代表 石川工業（3年連続15回目）
- 福井県代表 福井（4年連続21回目）
- 静岡県代表 清水商（2年ぶり6回目）
- 愛知県代表 大同工大大同（9年ぶり14回目）
- 岐阜県代表 岐阜工（初出場）
- 三重県代表 皇學館（3年ぶり7回目）

近畿
- 滋賀県代表 近江（22回目）
- 奈良県代表 添上（5年連続22回目）
- 和歌山県代表 開智（15年連続15回目）
- 京都府代表 東山（2年連続4回目）
- 大阪府代表Ⅰ 大塚（2年連続5回目）
- 大阪府代表Ⅱ 清風（9回目）
- 兵庫県代表 市尼崎（12回目）

中国
- 鳥取県代表 米子工（初出場）
- 島根県代表 安来（7年連続11回目）
- 岡山県代表 玉野光南（6回目）
- 広島県代表 崇徳（28回目）
- 山口県代表 宇部商業（3年連続34回目）

四国
- 香川県代表 高松工芸（6年連続16回目）
- 徳島県代表 脇町（2年連続5回目）
- 愛媛県代表 松山工（5年連続20回目）
- 高知県代表 高知（2年連続11回目）

九州
- 福岡県代表 東福岡（2年連続2回目）
- 佐賀県代表 佐賀学園（初出場）
- 長崎県代表 佐世保南（2年連続5回目）
- 熊本県代表 鎮西（4年連続28回目）
- 大分県代表 別府鶴見丘（4回目）
- 宮崎県代表 都城工（19回目）
- 鹿児島県代表 鹿児島工（8回目）
- 沖縄県代表 伊良部（2回目）

### 女子
- 前年度優勝 東九州龍谷（20年連続25回目・大分）

北海道・東北
- 北北海道代表 旭川実業（2年連続23回目）
- 南北海道代表 札幌山の手（14回目）
- 青森県代表 木造（4回目）
- 岩手県代表 盛岡女（13回目）
- 秋田県代表 秋田北（初出場）
- 山形県代表 米沢中央（5回目）
- 宮城県代表 古川学園（16年連続31回目）
- 福島県代表 郡山女大付（6回目）

関東
- 茨城県代表 土浦日大（2年連続9回目）
- 栃木県代表 国学院栃木（3年連続22回目）
- 群馬県代表 高崎商（3年ぶり9回目）
- 埼玉県代表 細田学園（3年連続5回目）
- 千葉県代表 市船橋（2年連続18回目）
- 東京都代表Ⅰ 共栄学園（20回目）
- 東京都代表Ⅱ 下北沢成徳（3年連続13回目）
- 東京開催地(Ⅲ) 八王子実践（6年連続34回目）
- 神奈川県代表Ⅰ 市立橘（10年連続14回目）
- 神奈川県代表Ⅱ 大和南（5年連続8回目）
- 山梨県代表 日本航空（6年連続6回目）

東海・北信越
- 長野県代表 東海大三（3年連続7回目）
- 新潟県代表 帝京長岡（6回目）
- 富山県代表 富山一（5年連続5回目）
- 石川県代表 金沢商業（7年連続28回目）
- 福井県代表 北陸（2年連続4回目）
- 静岡県代表 静岡市商（14回目）
- 愛知県代表 豊橋中央（3年連続7回目）
- 岐阜県代表 県岐阜商（初出場）
- 三重県代表 津商（8年連続9回目）

近畿
- 滋賀県代表 近江（13回目）
- 奈良県代表 五條（2回目）
- 和歌山県代表 和歌山信愛女子短大附（4年連続24回目）
- 京都府代表 京都橘（12年連続13回目）
- 大阪府代表Ⅰ 大阪国際滝井（4年連続18回目）
- 大阪府代表Ⅱ 四天王寺（3年連続20回目）
- 兵庫県代表 氷上（3年連続23回目）

中国
- 鳥取県代表 米子北斗（初出場）
- 島根県代表 安来（2年連続14回目）
- 岡山県代表 就実（6年連続35回目）
- 広島県代表 安田女（2年ぶり22回目）
- 山口県代表 誠英（16年連続26回目）

四国
- 香川県代表 高松商（3回目）
- 徳島県代表 鳴門（初出場）
- 愛媛県代表 聖カタリナ女子（17年連続30回目）
- 高知県代表 高知中央（3年連続3回目）

九州
- 福岡県代表 北九州（6回目）
- 佐賀県代表 鹿島実（4回目）
- 長崎県代表 九州文化学園（14年連続24回目）
- 熊本県代表 熊本信愛女子（22年連続22回目）
- 大分県代表 大分商（初出場）
- 宮崎県代表 延岡学園（2年連続11回目）
- 鹿児島県代表 鹿児島女子（2年連続22回目）
- 沖縄県代表 西原（初出場）

### シード校
男子
- 第1シード校
- 第2シード校
- 第3シード校
- 第4シード校
- 第5シード校

女子
- 第1シード校
- 第2シード校
- 第3シード校
- 第4シード校
- 第5シード校

## 試合結果

### 男子
1回戦
- 東海大三　2－1　高松工芸
- 鎮西　2－0　安来
- 大同工大大同　0－2　白樺学園
- 添上　0－2　秦野総合
- 別府鶴見丘　1－2　玉野光南
- 伊良部　2－0　日大山形
- 甲府工　0－2　崇徳
- 石川県工　0－2　大塚
- 福井工大福井　2－0　脇町
- 皇學館　0－2　雄物川

- 佐世保南　2－0　市立船橋
- 東洋　2－0　東京学館新潟
- 市立尼崎　2－0　高知
- 清風　2－0　県立伊勢崎
- 都城工　2－0　盛岡南
- 東海大四　2－1　佐賀学園
- 松山工　2－1　早稲田実
- 弥栄　2－1　相馬
- 東山　0－2　鹿児島工
- 南砺総合平　2－0　岐阜工

2回戦
- 東亜学園　2－0　東海大三
- 鎮西　0－2　白樺学園
- 弘前工　0－2　秦野総合
- 玉野光南　0－2　霞ヶ浦
- 駿台学園　2－0　伊良部
- 崇徳　2－1　大塚
- 福井工大福井　1－2　近江
- 雄物川　0－2　東福岡

- 東北　1－2　佐世保南
- 東洋　2－1　市立尼崎
- 清水商　0－2　清風
- 都城工　2－0　米子工
- 開智　2－1　東海大四
- 松山工　2－0　宇部商
- 弥栄　2－0　鹿児島工
- 南砺総合平　1－2　深谷

3回戦
- 東亜学園　2－0　白樺学園
- 秦野総合　1－2　霞ヶ浦
- 駿台学園　2－1　崇徳
- 近江　0－2　東福岡

- 佐世保南　0－2　東洋
- 清風　1－2　都城工
- 開智　1－2　松山工
- 弥栄　2－0　深谷

準々決勝
- 東亜学園　2－1　霞ヶ浦
- 駿台学園　0－2　東福岡

- 東洋　1－2　都城工
- 松山工　0－2　弥栄

準決勝
- 東亜学園　1－3　東福岡

- 都城工　3－0　弥栄

決勝
- 東福岡　2－3　都城工

### 女子
1回戦
- 下北沢成徳　2－0　安田女
- 京都橘　2－0　県岐阜商
- 高知中央　2－0　盛岡女
- 東海大三　2－0　鹿島実
- 近江　2－0　木造
- 帝京長岡　0－2　鹿児島女
- 和歌山信愛女短大附　0－2　日本航空
- 西原　1－2　米沢中央
- 旭川実　0－2　安来
- 聖カタリナ女　0－2　津商
- 延岡学園　0－2　大阪国際滝井

- 細田学園　0－2　就実
- 北九州　2－1　五條
- 北陸　1－2　國學院大栃木
- 豊橋中央　2－0　秋田北
- 大分商　1－2　氷上
- 市立船橋　2－0　四天王寺
- 高崎商　0－2　熊本信愛女学院
- 大和南　2－0　静岡市商
- 誠英　2－1　郡山女大附
- 高松商　2－0　金沢商

2回戦
- 東九州龍谷　2－0　下北沢成徳
- 京都橘　2－0　高知中央
- 土浦日大高　1－2　東海大三
- 近江　0－2　川崎橘
- 米子北斗　1－2　鹿児島女
- 日本航空　1－2　米沢中央
- 安来　0－2　津商
- 大阪国際滝井　1－2　八王子実践

- 古川学園　2－0　細田学園
- 北九州　0－2　國學院大栃木
- 鳴門　0－2　豊橋中央
- 氷上　0－2　共栄学園
- 札幌山の手　0－2　市立船橋
- 熊本信愛女学院　1－2　富山一
- 大和南　2－0　誠英
- 高松商　0－2　九州文化学園

3回戦
- 東九州龍谷　2－0　京都橘
- 東海大三　0－2　川崎橘
- 鹿児島女　2－0　米沢中央
- 津商　1－2　八王子実践

- 古川学園　2－0　國學院大栃木
- 豊橋中央　2－1　共栄学園
- 市立船橋　2－0　富山一
- 大和南　2－0　九州文化学園

準々決勝
- 東九州龍谷　2－0　川崎橘
- 鹿児島女　0－2　八王子実践

- 古川学園　2－0　豊橋中央
- 市立船橋　2－1　大和南

準決勝
- 東九州龍谷　3－0　八王子実践

- 古川学園　3－1　市立船橋

決勝
- 東九州龍谷　3－1　古川学園